# (3138) Ciney
(3138) Ciney (1980 KL) – planetoida z grupy pasa głównego asteroid okrążająca Słońce w ciągu 3,32 lat w średniej odległości 2,23 au. Odkryta 22 maja 1980 roku.